# Danuta Anna
Danuta Anna (litauisch Ona Danutė; * um 1358; † 25. Mai 1448) war die Tochter des litauischen Großfürsten Kiejstut und der Fürstin Biruta.
Danuta Anna heiratete den Fürsten von Masowien Janusz I. Starszy wahrscheinlich im Jahre 1373. Der Heirat vorausgegangen war die Taufe der litauischen Prinzessin, ihr Patenonkel war der deutsche Kreuzritter Günther von Hohenstein. Wahrscheinlich wurde sie noch während ihres Aufenthalts in Litauen getauft. Die Ehe von Janusz I. und Danuta Anna wird in der Geschichte Polens als die am längsten andauernde Ehe der Piastendynastie geschätzt.
Die Fürstin von Masowien gebar drei oder vier Kinder:
- Name unbekannt (Olga?) (* 1373–1376; † um 1401), seit dem Jahr 1388 verheiratet mit dem moldawischen Hospodar Piotr I.[1]
- Janusz Młodszy (* vor 1383; † 1422),
- Bolesław Januszowic (* vor 1386; † 1420–1425),
- Konrad Januszowic (* vor 1400; † vor 1429)

Fürstin Danuta Anna wurde in der Dominikanerkirche von Warka beerdigt, die 1650 niederbrannte. Im Jahr 1859 versetzte man ihre sterblichen Überreste in die Franziskanerkirche von Warka (Parafia Matki Bożej Szkaplerznej w Warce).
Im Historischen Roman Die Kreuzritter von Henryk Sienkiewicz wird sie beschrieben als litauische Fürstin Anna Danuta, wo sie Vormund der Hofdame und Sängerin Danusia von Spychów ist.